# 埃爾卡堡塔弗爾山
48°05′35″N 13°26′04″E / 48.093037°N 13.434538°E
埃爾卡堡塔弗爾山（德語：Erkaburger Taferl），是奧地利的山峰，位於該國北部，由上奧地利州負責管轄，屬於豪斯魯克山的一部分，處於雷德萊滕，海拔高度697米。|REGION-ISO=AT-4